# Agaritine
Agaritine is een gifstof die in de natuur voorkomt in verschillende soorten paddenstoelen, zoals champignons en shiitakes. De stof is in grote hoeveelheden giftig voor de mens, en mogelijk kankerverwekkend. 
De stof oxideert echter snel wanneer de paddenstoel wordt opgeslagen in een waterige oplossing, en is ook onstabiel bij verhitting of koude temperaturen.
Agaritine is een hydrazide, afgeleid van het natuurlijke aminozuur glutaminezuur.